# Klub Lwa Jaszyna
Klub 100 lub Klub Lwa Jaszyna – potoczna nazwa grupy radzieckich i rosyjskich bramkarzy, którzy podczas swojej kariery rozegrali minimum sto spotkań z czystym kontem w rozgrywkach Wyższej Ligi ZSRR, Rosyjskiej Premier Ligi, Pucharu ZSRR, Pucharu Rosji, europejskich Pucharów oraz oficjalnych i towarzyskich meczach narodowej reprezentacji ZSRR, WNP i Rosji. Lew Jaszyn był pierwszym bramkarzem, który osiągnął liczbę 100 meczów bez puszczonej bramki.

## Regulamin
Liczone są bramki radzieckich i rosyjskich bramkarzy, którzy rozegrali "na zero" w następujących meczach:
- Mistrzostwo – gole w Wyższej Ligi ZSRR, Rosyjskiej Premier Ligi.
- Puchar – gole w rozgrywkach Pucharu ZSRR, Pucharu Rosji, Superpucharu ZSRR i Superpucharu Rosji klubów najwyższej ligi.
- Europuchary – gole w rozgrywkach Ligi Mistrzów, Pucharu UEFA, Superpucharu UEFA, Pucharu Zdobywców Pucharu oraz Pucharu Intertoto w klubach radzieckich, rosyjskich oraz zagranicznych.
- Reprezentacja – gole w towarzyskich i oficjalnych meczach narodowej i olimpijskiej reprezentacji.

## Klub Lwa Jaszyna[1]
| #  | Imię i nazwisko piłkarza | Razem | Mistrzostwa | Puchary | Europuchary | Reprezentacja |
| 1  | Rinat Dasajew Spartak Moskwa | 232   | 147         | 19      | 19          | 47            |
| 2  | Lew Jaszyn Dinamo Moskwa | 207   | 160         | 19      |             | 28            |
| 3  | Jewhen Rudakow Dynamo Kijów | 206   | 143         | 14      | 25          | 24            |
| 4  | Anzor Kawazaszwili Dinamo Tbilisi, Zenit Leningrad, Torpedo Moskwa, Spartak Moskwa                                                                  | 163   | 129         | 12      | 7           | 15            |
| 5  | Wiktor Czanow Szachtar Donieck, Dynamo Kijów | 150   | 106         | 13      | 15          | 16            |
| 6  | Jurij Dehteriow Szachtar Donieck | 147   | 110         | 24      | 3           | 10            |
| 7  | Ołeksandr Tkaczenko Zoria Ługańsk, Zenit Leningrad                                                                                                  | 146   | 119         | 22      | 3           | 2             |
| 8  | Wiktor Bannikow Dynamo Kijów, Torpedo Moskwa | 138   | 107         | 24      | 2           | 5             |
| 9  | Alesza Abramian Ararat Erywań | 138   | 116         | 15      | 7           |               |
| 10 | Aleksandr Filimonow Fakieł Woroneż, Tekstilszczik Kamyszyn, Spartak Moskwa, Dynamo Kijów, Urałan Elista, FK Moskwa, Nea Salamis FC, Kubań Krasnodar | 137   | 104         | 11      | 15          | 7             |
| 11 | Stanisław Czerczesow Spartak Moskwa, Lokomotiw Moskwa, Dynamo Drezno, Tirol Innsbruck                                                               | 134   | 82          | 9       | 17          | 26            |
| 12 | Władimir Masłaczenko Dnipro Dniepropietrowsk, Lokomotiw Moskwa, Spartak Moskwa                                                                      | 133   | 113         | 15      | 1           | 4             |
| 13 | Siergiej Kramarienko Neftczi Baku, Czornomoreć Odessa                                                                                               | 133   | 116         | 17      |             |               |
| 14 | Wiaczesław Czanow Szachtar Donieck, Torpedo Moskwa, Neftczi Baku, CSKA Moskwa                                                                       | 132   | 103         | 25      | 1           | 3             |
| 15 | Otar Gabelia Dinamo Tbilisi, Torpedo Kutaisi | 130   | 102         | 16      | 12          |               |
| 16 | Władimir Pilguj Dnipro Dniepropietrowsk, Dinamo Moskwa, Kubań Krasnodar                                                                             | 122   | 84          | 27      | 4           | 7             |
| 17 | Ramaz Uruszadze Dinamo Tbilisi, Torpedo Kutaisi | 121   | 113         | 6       |             | 2             |
| 18 | Siergiej Owczinnikow Lokomotiw Moskwa | 111   | 92          | 9       | 5           | 5             |
| 19 | Jurij Pszenicznikow Pachtakor Taszkent, CSKA Moskwa                                                                                                 | 110   | 96          | 5       | 2           | 7             |
| 20 | Aleksandr Podsziwałow Ararat Erywań, Torpedo Moskwa, Hapoel Hajfa, Yukong Kokkiri, Lokomotiw Moskwa                                                 | 102   | 93          | 5       | 4           |               |
| 21 | Nikołaj Gontar Dinamo Moskwa | 100   | 77          | 12      | 6           | 5             |
| 22 | Jonas Bauża CSKA Moskwa, Dinamo Moskwa, Spartak Moskwa, Czornomoreć Odessa                                                                          | 100   | 89          | 11      |             |               |

* Czcionką pogrubioną zaznaczone piłkarze, którzy nadal grają